# Râul Apa Crângului
Râul Apa Crângului este un curs de apă, afluent al râului Sibișel. 

## Hărți
- Harta Munților Retezat  Arhivat în 10 iulie 2012, la Wayback Machine.
- Harta județului Hunedoara